# Seleção da Europa de Futebol
Seleção da Europa de Futebol, também conhecida por Europe XI, é uma seleção formada para jogos festivos em que são "convocados" os melhores jogadores nascidos na Europa, ou, em raríssimas ocasiões, por jogadores de outros continentes que joguem em times europeus.

## Treinadores Notáveis
- Franz Beckenbauer
- Marcello Lippi
- Carlos Alberto Parreira
- Frank Rijkaard
- Arsène Wenger
- José Crahay
- Karel Lotsy
- Vittorio Pozzo
- Karl Rappan
- Nereo Rocco

## Jogos
| 26 de outubro de 1936 | Inglaterra | 3 - 0 | Europa | Londres                  |  |
|                       |            | [ 4 ] |        | Estádio: Arsenal Stadium |  |

| 10 de maio de 1947                           | Grã-Bretanha | 6 - 1 | Europa         | Glasgow               |  |
|                                              |              | [ 4 ] | Gunnar Nordahl | Estádio: Hampden Park |  |
| Nota: Retorno das seleções britânicas a FIFA |              |       |                |                       |  |

| 21 de outubro de 1953                      | Inglaterra | 4 - 4 | Europa                 | Londres                  |  |
|                                            |            | [ 5 ] | Kubala , · Boniperti , | Estádio: Wembley Stadium |  |
| Nota: 90º aniversário de Federação Inglesa |            |       |                        |                          |  |

| 13 de agosto de 1955                                    | Grã-Bretanha | 1 - 4 | Europa            | Belfast               |  |
|                                                         |              | [ 5 ] | Vincent · Vukas , | Estádio: Windsor Park |  |
| Nota: 75º aniversário de Federação Irlandesa de Futebol |              |       |                   |                       |  |

| 20 de maio de 1964                                         | Escandinávia | 2 - 4 | Europa                    | Copenhagen            |  |
|                                                            |              | [ 6 ] | Greaves , · Law · Eusébio | Estádio: Idrætsparken |  |
| Nota: 75º aniversário de Federação Dinamarquesa de Futebol |              |       |                           |                       |  |

| 23 de setembro de 1964                                         | Iugoslávia | 2 - 7 | Europa                              | Belgrado          |  |
|                                                                |            | [ 6 ] | Seeler , · Eusébio , · José Augusto | Estádio: Marakana |  |
| Nota: Arrecadação de fundos para o terremoto em Skopje de 1963 |            |       |                                     |                   |  |

| 28 de abril de 1965              | Grã-Bretanha | 4 - 6 | Europa                                               | Stoke-on-Trent           |  |
|                                  |              | [ 7 ] | Vandeboer · Puskás , · Masopust · Kubala · Henderson | Estádio: Victoria Ground |  |
| Nota: Tributo a Stanley Matthews |              |       |                                                      |                          |  |

| 8 de dezembro de 1970        | Benfica | 3 - 2 | Europa          | Lisboa                  |  |
|                              |         | [ 8 ] | Seeler · Gárate | Estádio: Estádio da Luz |  |
| Nota: Tributo a Mário Coluna |         |       |                 |                         |  |

| 23 de novembro de 1971      | West Ham United | 4 - 4 | Europa                        | Londres             |  |
|                             |                 | [ 8 ] | McDougall · Marsh , · Greaves | Estádio: Upton Park |  |
| Nota: Tributo a Geoff Hurst |                 |       |                               |                     |  |

| 1º de maio de 1972         | Hamburgo | 3 - 7 | Europa                                                                            | Hamburgo                  |  |
|                            |          | [ 9 ] | Hurst · Bene · Beckenbauer · Gerd Müller · Kálmán Mészöly · George Best · Eusébio | Estádio: Volksparkstadion |  |
| Nota: Tributo a Uwe Seeler |          |       |                                                                                   |                           |  |

| 23 de novembro de 1972               | Europa | 0 - 2  | América do Sul | Basileia                |  |
|                                      |        | [ 10 ] |                | Estádio: St. Jakob-Park |  |
| Nota: Jogo beneficente de Pestalozzi |        |        |                |                         |  |

| 31 de outubro de 1973                | Europa                                          | 4 – 4 (2 – 3 pen.)                              | América do Sul                                                 | Barcelona               |  |
|                                      | Eusébio 14' · Keita 22' · Asensi 51' · Jara 56' | [ 11 ]                                          | Sotil 13' · Cubillas 31' · Brindisi 64' · Chumpitaz 74' (pen.) | Estádio: Estadi Olímpic |  |
|                                      |                                                 | Penalidades                                     |                                                                |                         |  |
| Odermatt Facchetti Pirri Asensi Nené |                                                 | Borja Morena Caszely Willington Ortiz Espárrago |                                                                |                         |  |
| Nota: Jogo beneficente da FIFA       |                                                 |                                                 |                                                                |                         |  |

| 28 de dezembro de 1979           | Borussia Dortmund | 3 - 2  | Europa           | Dortmund                  |  |
|                                  |                   | [ 12 ] | Sušić · Petrović | Estádio: Westfalenstadion |  |
| Nota: Jogo beneficente da UNICEF |                   |        |                  |                           |  |

| 25 de fevereiro de 1981                      | Itália | 0 - 3  | Europa                                 | Roma                     |  |
|                                              |        | [ 13 ] | Simonsen · Halilhodžić · Tony Woodcock | Estádio: Stadio Olimpico |  |
| Nota: Arrecadação de fundos para a inundação |        |        |                                        |                          |  |

| 2 de junho de 1981                  | Fenerbahçe | 3 - 0  | Europa | Istambul                 |  |
|                                     |            | [ 13 ] |        | Estádio: Şükrü Saracoğlu |  |
| Nota: 75º aniversário do Fenerbahçe |            |        |        |                          |  |

| 12 de agosto de 1981                                         | Tchecoslováquia | 4 - 0  | Europa | Praga                  |  |
|                                                              |                 | [ 13 ] |        | Estádio: Letná-Stadion |  |
| Nota: 80º aniversário da Federação Tchecoeslovaca de Futebol |                 |        |        |                        |  |

| 7 de agosto de 1982                     | Resto do Mundo | 2 - 3  | Europa                      | Nova Iorque             |  |
|                                         |                | [ 14 ] | Keegan · Pezzey · Antognoni | Estádio: Giants Stadium |  |
| Nota: Jogo beneficente da FIFA e UNICEF |                |        |                             |                         |  |

| 1993 | Chipre do Norte | 3 - 1 | Europa |  |  |
|      |                 |       |        |  |  |

| 4 de dezembro de 1997 | Europa           | 2 - 5  | Resto do Mundo | Marselha                 |  |
|                       | Lacatus · Zidane | [ 15 ] |                | Estádio: Stade Vélodrome |  |

| 18 de agosto de 1998                                                           | Manchester United | 8 - 4  | Europa                          | Manchester            |  |
|                                                                                |                   | [ 16 ] | Papin · Blanc · Dahlin · Wilson | Estádio: Old Trafford |  |
| Nota: 40º aniversário do Desastre aéreo de Munique e despedida do Eric Cantona |                   |        |                                 |                       |  |

| 16 de fevereiro de 2005                                                                                     | Resto do Mundo | 6 - 3                | Europa           | Barcelona         |  |
| |                | [ 17 ] [ 18 ] [ 19 ] | Del Piero · Zola | Estádio: Camp Nou |  |
| Nota: Football for Hope - Arrecadação de fundos para as vítimas do Sismo e tsunami do Oceano Índico de 2004 |                |                      |                  |                   |  |

| 14 de março de 2007             | Manchester United | 4 - 3                       | Europa                     | Manchester            |  |
|                                 |                   | [ 20 ] [ 21 ] [ 22 ] [ 23 ] | Malouda · El Hadji Diouf , | Estádio: Old Trafford |  |
| Nota: Jogo comemorativo da UEFA |                   |                             |                            |                       |  |